# Pomponesco
Pomponesco (lombardul: Pumpunésch) település Olaszországban, Lombardia régióban, Mantova megyében. Lakosainak száma 1683 fő (2023. január 1.). Pomponesco Dosolo, Gualtieri, Viadana és Boretto községekkel határos.

## Népesség
A település lakossága az elmúlt években az alábbi módon változott:
| Lakosok száma | 1710 | 1686 | 1683 |
|               | 2017 | 2018 | 2023 |